# Seznam dílů seriálu Zhu Zhu
Toto je seznam dílů seriálu Zhu Zhu. Kanadsko-americký animovaný televizní seriál Zhu Zhu měl premiéru na stanici Disney Channel.

## Přehled řad
| Řada       | Díly | Premiéra v USA | Premiéra v USA | Premiéra v ČR   | Premiéra v ČR |
| Řada       | Díly | První díl      | Poslední díl   | První díl       | Poslední díl  |
| ---------- | ---- | -------------- | -------------- | --------------- | ------------- |
| 1          | 26   | 12. září 2016  | 24. srpna 2017 | 13. března 2017 | bude oznámeno |
| Zhu's News | 8    | 8. srpna 2017  | 8. srpna 2017  | bude oznámeno   | bude oznámeno |

## Seznam dílů

### První řada (2016–2017)
| Č.  | Původní název                                            | Český název                   | Režie         | Scénář          | Premiéra v USA                                     | Premiéra v ČR     | Sledovanost   |
| --- | -------------------------------------------------------- | ----------------------------- | ------------- | --------------- | -------------------------------------------------- | ----------------- | ------------- |
| 1a  | Happy Bounciversary                                      | Hopslava výročí               | Mike Fallows  | Laurie Elliott  | 12. září 2016                                      | 13. března 2017   | bude oznámeno |
| 1b  | Say It Don't Spray It Say It, Don't Spray It             | Neprskej na mě                | Mike Fallows  | Laurie Elliott  | 12. září 2016                                      | 13. března 2017   | bude oznámeno |
| 2a  | Home Run Hamsters                                        | Chlupáči na pálce             | Mike Fallows  | Hugh Duffy      | 13. září 2016                                      | 14. března 2017   | bude oznámeno |
| 2b  | Chip off the Old Chunk                                   | Čoko Chunk                    | Mike Fallows  | Miles Smith     | 13. září 2016                                      | 14. března 2017   | bude oznámeno |
| 3a  | Walter-Gate Walter-gate                                  | Akce Walter                   | Mike Fallows  | Shawn Kalb      | 14. září 2016                                      | 15. března 2017   | bude oznámeno |
| 3b  | Janitor Day                                              | Den pro školníka              | Mike Fallows  | Terry McGurrin  | 14. září 2016                                      | 15. března 2017   | bude oznámeno |
| 4a  | Goldfish Fingers                                         | Zlatá velryba                 | Mike Fallows  | Richard Clark   | 15. září 2016                                      | 16. března 2017   | bude oznámeno |
| 4b  | Skate-lebrity                                            | Skate-lebrita                 | Mike Fallows  | Richard Clark   | 15. září 2016                                      | 16. března 2017   | bude oznámeno |
| 5a  | Zombie Sleep Over Little Stop                            | Zombíci na noc                | Mike Fallows  | Miles Smith     | 16. září 2016                                      | 17. března 2017   | bude oznámeno |
| 5b  | The No-Kart Race                                         | Nespi a jeď                   | Mike Fallows  | Scott Albert    | 16. září 2016                                      | 17. března 2017   | bude oznámeno |
| 6a  | Storming the Cat Castle                                  | Dobytí kočkohradu             | Mike Fallows  | Scott Albert    | 7. října 2016                                      | 20. března 2017   | bude oznámeno |
| 6b  | Ha Ha Hamsters                                           | Křečci se kření               | Mike Fallows  | Richard Clark   | 7. října 2016                                      | 20. března 2017   | bude oznámeno |
| 7a  | Fur-Vivor                                                | O chloupek                    | Mike Fallows  | Andrew Harrison | 21. října 2016                                     | 21. března 2017   | bude oznámeno |
| 7b  | Zhuper Girl                                              | Zhusper holka                 | Mike Fallows  | Miles Smith     | 21. října 2016                                     | 21. března 2017   | bude oznámeno |
| 8a  | Wingin' It                                               | Letět jako pták               | Mike Fallows  | Laurie Elliot   | 15. ledna 2017 (on-line) 11. února 2017 (televize) | 22. března 2017   | bude oznámeno |
| 8b  | Friendship Friend-zy                                     | Nej nejlepší přítel           | Mike Fallows  | Scott Albert    | 15. ledna 2017 (on-line) 11. února 2017 (televize) | 22. března 2017   | bude oznámeno |
| 9a  | Dreams O'Clock                                           | Čas snít                      | Mike Fallows  | Andrew Harrison | 21. ledna 2017                                     | 23. března 2017   | bude oznámeno |
| 9b  | Badge to the Bone                                        | Šikulkou do morku kostí       | Mike Fallows  | Evany Rosen     | 21. ledna 2017                                     | 23. března 2017   | bude oznámeno |
| 10a | Full Groan                                               | Rozhodnutá                    | Mike Fallows  | Evany Rosen     | 22. ledna 2017                                     | 24. března 2017   | bude oznámeno |
| 10b | The Shell Game                                           | Skořápky                      | Mike Fallows  | Laurie Elliott  | 22. ledna 2017                                     | 24. března 2017   | bude oznámeno |
| 11a | If Wishes Were Rainbows                                  | Přání na konci duhy           | Mike Fallows  | Miles Smith     | 28. ledna 2017                                     | 8. května 2017    | bude oznámeno |
| 11b | Deja Zhu                                                 | Deja Zhu                      | Mike Fallows  | Terry McGurrin  | 28. ledna 2017                                     | 8. května 2017    | bude oznámeno |
| 12a | A Total Bust a Move                                      | Tancuj jak dokážeš            | Mike Fallows  | Andrew Harrison | 29. ledna 2017                                     | 9. května 2017    | bude oznámeno |
| 12b | The Grand ZhuZhu Pets Hotel The Grand Zhu Zhu Pets Hotel | Grand hotel pro Zhu Zhu       | Mike Fallows  | Andrew Harrison | 29. ledna 2017                                     | 9. května 2017    | bude oznámeno |
| 13a | Zhu Years Eve                                            | Zhulvestr                     | Mike Fallows  | Andrew Harrison | 7. ledna 2017                                      | 10. května 2017   | bude oznámeno |
| 13b | Lookies for Cookies                                      | Hledání sušenek               | Mike Fallows  | Alex Ganetakos  | 7. ledna 2017                                      | 10. května 2017   | bude oznámeno |
| 14a | The Pumpkin Whisperers                                   | Zaříkávači dýní               | Mike Fallows  | Richard Clark   | 4. února 2017                                      | 11. května 2017   | bude oznámeno |
| 14b | Zhuper Zhide Kicks                                       | Zhusper kumpáni               | Mike Fallows  | Miles Smith     | 4. února 2017                                      | 11. května 2017   | bude oznámeno |
| 15a | The Wrong Stuff                                          | Špatná posátka                | Mike Fallows  | Richard Clark   | 5. února 2017                                      | 12. května 2017   | bude oznámeno |
| 15b | Chunklette's Web                                         | Chunk a pavučina              | Mike Fallows  | Alex Ganetakos  | 5. února 2017                                      | 12. května 2017   | bude oznámeno |
| 16a | Story Book It                                            | Jako z pohádky                | Mike Fallows  | Andrew Harrison | 17. června 2017                                    | 10. července 2017 | bude oznámeno |
| 16b | Hairible Mistake                                         | Chyba střihu                  | Mike Fallows  | Craig Brown     | 17. června 2017                                    | 10. července 2017 | bude oznámeno |
| 17a | Weathering Heights                                       | Pohotovostní krize            | Mike Fallows  | Laurie Elliot   | 24. června 2017                                    | 11. července 2017 | bude oznámeno |
| 17b | The Trashing of Zhuper Girl                              | Kliď se Zhusper holko         | Mike Fallows  | Miles Smith     | 24. června 2017                                    | 11. července 2017 | bude oznámeno |
| 18a | Zhurassic Park                                           | Pravěký park                  | Mike Fallows  | Hugh Duffy      | 14. srpna 2017                                     | 12. července 2017 | bude oznámeno |
| 18b | Hamster a la Kart                                        | Křečkoláry                    | Mike Fallows  | Scott Albert    | 14. srpna 2017                                     | 12. července 2017 | bude oznámeno |
| 19a | Zhu and Improved                                         | Zhus a lepší                  | Mike Fallows  | Miles Smith     | 15. srpna 2017                                     | 13. července 2017 | bude oznámeno |
| 19b | The Unfortunate Cookie Crumbles                          | Rozdrobený nešťastný koláček  | Mike Fallows  | Laurie Elliot   | 15. srpna 2017                                     | 13. července 2017 | bude oznámeno |
| 20a | Now Zhu See Me, Now Zhu Don't                            | Teď mě Zhuzíš a teď ne        | Mike Fallows  | Jennifer Daley  | 16. srpna 2017                                     | 14. července 2017 | bude oznámeno |
| 20b | Walk a Mile in Our Zhus                                  | V Zhuzí kůži                  | Mike Fallows  | Andrew Harrison | 16. srpna 2017                                     | 14. července 2017 | bude oznámeno |
| 21a | Zhu Got Game                                             | Zhu hrátky                    | Mike Fallows  | Miles Smith     | 17. srpna 2017                                     | 13. srpna 2017    | bude oznámeno |
| 21b | And the Hammy Goes To                                    | A zlatého křečka získává      | Mike Fallows  | Andrew Harrison | 17. srpna 2017                                     | 13. srpna 2017    | bude oznámeno |
| 22  | Pranksters' Paradise                                     | Pohromdy k popukání           | Mike Fallows  | Terry McGurrin  | 18. srpna 2017                                     | 14. srpna 2017    | bude oznámeno |
| 23a | Ball in a Day's Work                                     | Kdeje míček                   | bude oznámeno | bude oznámeno   | 21. srpna 2017                                     | 15. srpna 2017    | bude oznámeno |
| 23b | How Zhu Get Ahead in Advertising                         | Jak zhu zhu byli v reklamě    | bude oznámeno | bude oznámeno   | 21. srpna 2017                                     | 15. srpna 2017    | bude oznámeno |
| 24a | Zhuper Girl in a Jam                                     | Super holčičí problém         | bude oznámeno | bude oznámeno   | 22. srpna 2017                                     | 16. srpna 2017    | bude oznámeno |
| 24b | Pollylocks and the 4 Zhus                                | Frankie láska a čtyři zhu zhu | bude oznámeno | bude oznámeno   | 22. srpna 2017                                     | 16. srpna 2017    | bude oznámeno |
| 25a | Your Days Are Num Num Numbered                           | bude oznámeno                 | bude oznámeno | bude oznámeno   | 23. srpna 2017                                     | bude oznámeno     | bude oznámeno |
| 25b | Zhus the Boss                                            | bude oznámeno                 | bude oznámeno | bude oznámeno   | 23. srpna 2017                                     | bude oznámeno     | bude oznámeno |
| 26  | Zhu Land                                                 | bude oznámeno                 | Mike Fallows  | Hugh Duffy      | 24. srpna 2017                                     | bude oznámeno     | bude oznámeno |

### Zhu's News (2017)
| Č. | Původní název            | Český název   | Premiéra v USA | Premiéra v ČR |
| -- | ------------------------ | ------------- | -------------- | ------------- |
| 1  | Pumped Up Zhus           | bude oznámeno | 8. srpna 2017  | bude oznámeno |
| 2  | Food for Thought         | bude oznámeno | 8. srpna 2017  | bude oznámeno |
| 3  | Animal House             | bude oznámeno | 8. srpna 2017  | bude oznámeno |
| 4  | The Magnificent Zhus     | bude oznámeno | 8. srpna 2017  | bude oznámeno |
| 5  | Home Video               | bude oznámeno | 8. srpna 2017  | bude oznámeno |
| 6  | Cousin Capers            | bude oznámeno | 8. srpna 2017  | bude oznámeno |
| 7  | Put on Your Dancing Zhus | bude oznámeno | 8. srpna 2017  | bude oznámeno |
| 8  | Zhurrific Make Overs     | bude oznámeno | 8. srpna 2017  | bude oznámeno |